# MOSHIMO (バンド)
MOSHIMO（もしも）は、日本のロック・バンドである。2015年4月1日までは、CHEESE CAKE（チーズケーキ）のバンド名で活動していた。

## 略歴
初期のメンバーである岩淵紗貴、一瀬貴之、田村三果、金山尚右は、福岡県春日市の同じ小・中学校に通っていた同級生。2006年、高校1年生の時に一瀬と金山がギターを始め、岩淵、田村と再会したときにバンドをしようという話になり、CHEESE CAKEを結成した。オリジナル曲の制作後、2008年6月に初めて自主制作音源『CHEESE CAKE』をリリース。多数のコンテストに出場し、2009年3月に九州朝日放送（KBC）主催「V3新人オーディション」で最優秀賞を受賞、同年8月のTOKYO FM主催10代限定夏フェス「閃光ライオット2009」で準グランプリを獲得した。同年10月、1stシングル「強がり虫/寝グセ」を発売すると、全国のCDショップの店員が投票するCDショップ大賞で九州ブロック賞を受賞。2010年には、「Puzzle」がフジテレビ系『めちゃ×2イケてるッ!』エンディングテーマに採用された。
地元福岡を拠点に全国でライブなどの活動ののち、2012年2月、「音の無い世界のうさぎ」「ノンフィクション」などをニコニコ動画やYouTubeで配信開始。2013年2月27日にエスエムイーレコーズからメジャー・デビュー・シングル「哀しみのブランコ」を発売。iTunesが選ぶブレイクが期待できるアーティスト「ニューアーティスト2013」に選出された。同年10月2日にリリースしたミニアルバム『C』が、再びCDショップ大賞九州ブロック賞を受賞。
2014年7月2日には、フルアルバム『YEARS』を発売した。
2015年2月1日に、ベース・コーラスの田村とドラムスの金山の脱退が発表され、同年3月30日のライブを最後に2人が脱退。レーベルも外れてインディーズとなった。
同年4月2日、バンド名を『CHEESE CAKE』から『MOSHIMO』に改名するとともに、ベースの宮原颯と、ドラムスの本多響平の2人が加入することが発表された。約1年間、自主企画ライブやCD2枚のリリースを行なった後、2016年5月18日にMOSHIMOとしてラストラム・ミュージックエンタテインメントからデビューシングル「猫かぶる」を発売。
同年9月21日に1stミニアルバム『命短し恋せよ乙女』、2017年5月10日に2ndミニアルバム『触らぬキミに祟りなし』、2018年3月21日に1stフルアルバム『圧倒的少女漫画ストーリー』を発売した。
2017年4月29日公開の映画『マスタード・チョコレート』にMOSHIMO役で出演。
2020年1月6日の公演を最後に、宮原と本多が脱退。KOGA RECORDS内にプライベートレーベル「Noisy」を設立することを発表した。同年3月18日、ミニアルバム「噛む」をリリース。8月16日、ベースの汐碇真也とドラムスの高島一航が加入。
2021年5月14日、配信シングル「獅子奮迅フルスイング」をリリース。同年8月4日、フルアルバム『化かし愛』をリリースし、日本コロムビアから再メジャー・デビュー。MOSHIMO名義では、初のメジャー活動となる。なお、KOGA RECORDSとの協力体制も継続される。
2022年1月2日、再びインディーズへ戻り、配信シングル「心願成就」をゲリラ配信リリース。同年3月12日、YouTubeやTwitchにて行われた加藤純一の結婚式披露宴生配信に参加し、書き下ろした新曲「Jun Bride」を発表。5月12日に配信シングルとしてリリースされた。8月3日、2022年内にリリースされた前述の2作を収録したミニアルバム『GENKI!!』をリリース。9月19日のライブTOKYO CALLING 2022を以て、ベース担当の汐碇真也が脱退。
2023年12月26日、サポートメンバーであるベース担当の岡田典之が正式加入。

## メンバー

### 現メンバー
- 岩淵紗貴（いわぶち さき、1990年6月10日生まれ）
  - 通称「ポチ」。福岡県春日市出身。
  - ボーカル＆ギター、作詞・作曲担当。
  - 事務所「Noisy」、レーベル「Noisy Lab」の代表取締役。
- 一瀬貴之（いちのせ たかゆき、1990年7月7日生まれ）
  - 通称「イッチー」。福岡県春日市出身。
  - ギター＆コーラス、作詞・作曲・編曲担当。バンドのリーダー。
  - 事務所「Noisy」、レーベル「Noisy Lab」の代表取締役社長。
一部ミュージックビデオ等では監督や編集も務める。
- 岡田典之（おかだ のりゆき、1986年1月18日生まれ）
  - 通称「のん」。新潟県妙高市出身。
  - ベース＆コーラス担当。
  - 2022年10月10日のライブよりサポートメンバーとして活動に参加、翌年12月26日に正式加入。

### サポートメンバー
- 高島一航（たかしま いっこう、1991年1月8日生まれ）
  - 通称「いっこー」。福岡県福岡市出身。
  - ドラム担当。
  - 東京音楽大学卒業後、フリーランスのミュージシャン、作編曲家として活動。
  - 身体中にタトゥーを施している。
  - 2020年2月14日よりレギュラーサポートメンバーとして活動に参加、同年8月16日に正式加入。

- 大城 旋律（おおしろ せんりつ、8月6日生まれ）
  - ベース担当。
  - ベース講師やアーティストサポート等で活動。2022年10月30日のライブより、岡田のメンバー正式加入まで不定期でサポートを務めた。
- 八木 優樹（やぎ ゆうき、1988年10月19日生まれ）
  - 通称「オムスター」等。東京都清瀬市出身。
  - ドラム＆コーラス担当。
  - KEYTALKのメンバー。2020年2月4日のライブにてサポートを務めた。

### 旧メンバー
- 田村 三果（たむら みか、1990年5月19日生まれ）
  - 通称「アネキ」。福岡県春日市出身。
  - ベース＆コーラス担当。
  - 2015年3月30日のライブを最後に脱退。
  - 脱退後はイトオミカ名義でLafuzinのボーカルとして活動する他、DJやBRIAN SHINSEKAIのサポート等を行っている。
- 金山 尚右（かなやま なおすけ、1991年3月26日生まれ）
  - 通称「ゴン」。福岡県春日市出身。
  - ドラム担当。
  - 2015年3月30日のライブを最後に脱退。
- 宮原 颯（みやはら そう、1990年10月13日生まれ）
  - 通称「そうくん」。福岡県福岡市出身。
  - ベース＆コーラス担当。
  - 2015年4月2日に加入。2020年1月6日のライブを最後に脱退。
  - 加入前にはQuartet.Cのボーカル＆ギターとして活動。MOSHIMO脱退後はirienchyのボーカル＆ギターとして活動中。
- 本多 響平（ほんだ きょうへい、1994年6月3日生まれ）
  - 通称「きょーちゃん」。熊本県熊本市出身。
  - ドラム＆コーラス担当。
  - 2015年4月2日に加入。2020年1月6日のライブを最後に脱退。
  - 脱退後は宮原と共にirienchyにて活動中。
- 汐碇 真也（しおいかり しんや、1988年10月1日生まれ）
  - 通称「しんやさん」。長崎県出身。
  - ベース＆コーラス担当。
  - 2020年8月16日に加入。2022年9月19日のライブを最後に脱退、同時に音楽活動を引退した[27]。
  - 加入前にはBAND A、Kidori Kidori、Yap!!!等で活動。

## ディスコグラフィ

### CHEESE CAKE

#### 自主制作盤
|     | 発売日       | タイトル                                            | 収録曲                                                            | 規格品番        |
| --- | ------------ | --------------------------------------------------- | ----------------------------------------------------------------- | --------------- |
| 1st | 2008年6月1日 | CHEESE CAKE                                         | 1. バッチグーイェイ 2. Puzzle 3. How to love 4. 強がり虫 5. to me | CC-001          |
| 2nd | 2009年6月6日 | CHEESE CAKE CHEESE CAKE 2nd -Afternoon Tea Version- | 1. 神様ちょっと 2. 強がり虫 3. 寝癖 4. Puzzle                     | CC-002 CC-002RE |

#### シングル
|           | 発売日         | タイトル             | 収録曲 | 規格品番  | 順位  | 備考                               |
| --------- | -------------- | -------------------- | --- | --------- | ----- | ---------------------------------- |
| 1st       | 2009年10月28日 | 強がり虫/寝グセ      | 1. 強がり虫 2. 寝グセ 3. 強がり虫 (Instrumental) 4. 寝グセ (Instrumental) 5. CHEESE CAKE Member Studio Talk | UXCC-1    | -     | 第2回CDショップ大賞 九州ブロック賞 |
| 2nd (1st) | 2013年2月27日  | 哀しみのブランコ     | 1. 哀しみのブランコ 2. ふわりと浮かぶ夜の月まで 3. Thank you                                                | SECL-1288 | 112位 | メジャーデビューシングル           |
| 3rd (2nd) | 2013年8月7日   | 音の無い世界のうさぎ | 1. 音の無い世界のうさぎ 2. 夏のサイダー 3. SHOW TIME                                                        | SECL-1367 | 134位 |                                    |

#### ミニアルバム
|     | 発売日        | タイトル | 収録曲                                                                      | 規格品番  | 順位  | 備考                               |
| --- | ------------- | -------- | --------------------------------------------------------------------------- | --------- | ----- | ---------------------------------- |
| 1st | 2013年10月2日 | C        | 1. オオカミ少年 2. STATION 3. 君とSOS 4. かげろう 5. 近すぎて 6. ファンシー | SECL-1392 | 164位 | 第6回CDショップ大賞 九州ブロック賞 |

#### フルアルバム
|     | 発売日       | タイトル | 収録曲 | 規格品番  | 順位  |
| --- | ------------ | -------- | --- | --------- | ----- |
| 1st | 2014年7月2日 | YEARS    | 1. 三角形関係 2. ウソツキライダー 3. 哀しみのブランコ 4. 平行線のうた 5. 強がり虫 6. 乾いたのど 7. ゼイガルニク 8. ちょっとねぇ 9. 蜩 10. 寝グセ 11. 音の無い世界のうさぎ 12. 虹の向こう | SECL-1529 | 113位 |

#### 参加作品
| 発売日         | タイトル                  | 収録曲         | 規格品番  | 備考                       |
| -------------- | ------------------------- | -------------- | --------- | -------------------------- |
| 2009年12月2日  | 閃光ライオット2009        | 3.寝グセ       | RIOT-2009 | コンピレーション・アルバム |
| 2014年12月10日 | アオハライド "MUSIC RIDE" | 5.夏のサイダー | ESCL-4321 | コンピレーション・アルバム |

### MOSHIMO

#### シングル
|             | 発売日        | タイトル                                | 収録曲                                                                    | 規格品番                                                | 順位   | 備考                                    |
| ----------- | ------------- | --------------------------------------- | ------------------------------------------------------------------------- | ------------------------------------------------------- | ------ | --------------------------------------- |
| 1st         | 2015年8月7日  | めくりめく夏の思い出/大嫌いなラブソング | 1. めくりめく夏の思い出 2. 大嫌いなラブソング                             | MM-001                                                  | 対象外 | ライブ会場限定                          |
| 2nd         | 2016年2月6日  | ミルクティー                            | 1. ミルクティー 2. チョコレート 3. Everyday (隠しトラック)                | MM-002                                                  | 対象外 | ライブ会場限定                          |
| 3rd (1st)   | 2016年5月18日 | 猫かぶる                                | 1. 猫かぶる 2. ノンフィクション 3. ポテトサラダ 4. スキップ (Bonus Track) | LASCD-0070                                              | 178位  | 当初は九州地区限定、6月22日より全国発売 |
| 4th (1stEP) | 2017年10月4日 | 支配するのは君と恋の味                  | 1. 支配するのは君と恋の味 2. 悪魔のつくりかた 3. 96メモリー 4. 白い自転車 | LASCD-0083（初回限定盤 CD+DVD） LASCD-0084（通常盤 CD） | 46位   |                                         |
| -           | 2022年5月     | Jun Bride                               | 1. Jun Bride 2. Jun Bride (Instrumental)                                  | NOIS-003                                                | 対象外 | 受注生産・ECショップ限定                |

#### ミニ・アルバム
|     | 発売日        | タイトル             | 収録曲 | 規格品番  | 順位  |
| --- | ------------- | -------------------- | --- | --------- | ----- |
| 1st | 2016年9月21日 | 命短し恋せよ乙女     | 1. 命短し恋せよ乙女 2. ジレンマ 3. 大嫌いなラブソング 4. ミラーボール 5. 猫かぶる 6. 星になれ | LACD-0278 | 104位 |
| 2nd | 2017年5月10日 | 触らぬキミに祟りなし | 1. 触らぬキミに祟りなし 2. 赤いリンゴ 3. この恋の結末 4. ポテトサラダ 5. めくりめく夏の思い出 6. 途切れないように 7. 花束 8. てんてこまい | LACD-0286 | 50位  |
| 3rd | 2019年3月13日 | TODOME               | 1. 電光石火ジェラシー 2. ヤダヤダ 3. 釣った魚にエサやれ 4. Yankee 5. いいじゃん 6. 美女と野獣の逆はないよね 7. 浮気をするならバレずにやれよ | LACD-0297 | 61位  |
| 4th | 2020年3月18日 | 噛む                 | 1. もっと 2. 熱帯夜 3. TOKYO 4. シンクロ 5. バンドマン 6. 誓いのキス、タバコの匂い | KONS-001  | 99位  |
| 5th | 2022年8月3日  | GENKI!!              | 【DISC1】 1. 祭りだワッショイ 2. Jun Bride 3. クリームソーダ 4. ひと夏の王子サマー 5. 365 6. 心願成就 【DISC2】 MOSHIMO主催フェス「MOSHIFES.2022」ライブ音源 1. 触らぬキミに祟りなし 2. 化かし愛のうた 3. 寝グセ 4. Jun Bride 5. 電光石火ジェラシー | KONS-002  | 142位 |

#### フル・アルバム
|     | 発売日        | タイトル                 | 収録曲 | 規格品番   | 順位  |
| --- | ------------- | ------------------------ | --- | ---------- | ----- |
| 1st | 2018年3月21日 | 圧倒的少女漫画ストーリー | 1. 命短し恋せよ乙女 2. 触らぬキミに祟りなし 3. 圧倒的少女漫画ストーリー 4. 15分 5. FUWA-FUWA 6. ノンフィクション 7. カプチーノ 8. 可愛い子には旅をさせるな 9. 吾輩は虎である 10. 悲縛り 11. レイニーデイ 12. ミルクティー 13. 支配するのは君と恋の味 14. チュウチュウ                                                | LACD-0209  | 65位  |
| 2nd | 2021年8月4日  | 化かし愛                 | 1. 化かし愛のうた 2. 以心伝心ディストーション 3. 獅子奮迅フルスイング 4. 飛んで火に入る夏の虫 5. 倦怠期 6. 蜂蜜ピザ 7. 青いサイダー 8. 3年前に別れた彼はどっかの誰かと結婚したらしい。何とも言えない何とも言えない何とも言えない敗北感の歌 9. 断捨離NIGHT 10. 侘び寂び 夜遊び 夏祭り 11. 神様ちょっと 12. 調子どう？ | COCP-41503 | 107位 |
| 3rd | 2023年9月20日 | CRAZY ABOUT YOU          | 1. 君に夢チュウ 2. 成敗 3. さよならエリュマントス 4. 少年少女 5. やなこった 6. 深夜0時 7. SAD GIRL 8. アナタダケ 9. 恋のディスマッチン 10. 諸行無常ディスティニー | NOIS-007   | 231位 |

#### 配信限定シングル
| リリース日     | タイトル                 | 品番          |
| -------------- | ------------------------ | ------------- |
| 2017年12月22日 | ミルクティー / 白        | LACH-0009     |
| 2018年9月26日  | 電光石火ジェラシー       | LACH-0015     |
| 2020年1月7日   | 誓いのキス、タバコの匂い | -             |
| 2021年5月14日  | 獅子奮迅フルスイング     | COKM-43210    |
| 2022年1月2日   | 心願成就                 | KODT-921      |
| 2022年5月12日  | Jun Bride                | -             |
| 2022年12月21日 | 諸行無常ディスティニー   | NOIS-00109818 |
| 2024年4月3日   | パッパラパー             | -             |
| 2025年1月1日   | 飴と鞭                   | -             |

#### 配信限定ミニ・アルバム
|     | 発売日        | タイトル           | 収録曲                                                          |
| --- | ------------- | ------------------ | --------------------------------------------------------------- |
| 1st | 2023年5月31日 | 恋のディスマッチン | 1. 恋のディスマッチン 2. 少年少女 3. CURRY LIFE 4. ね。バイバイ |

#### 参加作品
| リリース日     | タイトル                       | 収録曲           | 規格品番 | 備考                                                 |
| -------------- | ------------------------------ | ---------------- | -------- | ---------------------------------------------------- |
| 2017年5月24日  | ツタロックDIG Vol.7            | 命短し恋せよ乙女 | GOSH-012 | コンピレーション・アルバム 全国のTSUTAYA限定レンタル |
| 2020年11月25日 | HAPPY CHRISTMAS FROM SHIMOKITA | Holy Night       | KOGA-224 | コンピレーション・アルバム                           |

## タイアップ
| 使用年      | 曲名                     | タイアップ                                                    |
| ----------- | ------------------------ | ------------------------------------------------------------- |
| CHEESE CAKE |                          |                                                               |
| 2010年      | Puzzle                   | フジテレビ系『めちゃ×2イケてるッ!』エンディングテーマ         |
| 2013年      | SHOW TIME                | ウエスト CMソング                                             |
| 2013年      | 夏のサイダー             | 九州朝日放送（KBC）『高校野球2013』イメージソング             |
| 2013年      | 近すぎて                 | ハウステンボス CMソング                                       |
| MOSHIMO     |                          |                                                               |
| 2016年      | 猫かぶる                 | 長崎放送『MUSIC WOLF』5月度オープニングテーマ                 |
| 2017年      | 触らぬキミに祟りなし     | 北海道テレビ『夢チカ18』5月度エンディングテーマ               |
| 2017年      | 猫かぶる                 | 映画『マスタード・チョコレート』挿入歌                        |
| 2017年      | 命短し恋せよ乙女         | 映画『マスタード・チョコレート』挿入歌                        |
| 2018年      | 圧倒的少女漫画ストーリー | 広島女学院大学 2018年度CMソング                               |
| 2019年      | いいじゃん               | 広島女学院大学 2019年度CMソング                               |
| 2021年      | 獅子奮迅フルスイング     | FM NACK5『NACK5 SUNDAY LIONS』2021年度エンディングテーマ      |
| 2022年      | 心願成就                 | 日本テレビ系『ぐるぐるナインティナイン』エンディングテーマ    |
| 2022年      | 獅子奮迅フルスイング     | FM NACK5『NACK5 SUNDAY LIONS』2022-2025年度オープニングテーマ |
| 2022年      | 諸行無常ディスティニー   | 映画『たぶん杉沢村』主題歌                                    |
| 2024年      | 諸行無常ディスティニー   | 日本テレビ系『ぐるぐるナインティナイン』エンディングテーマ    |
| 2025年      | 飴と鞭                   | テレビ東京アニメ『闇芝居』十四期エンディングテーマ            |

## ヘビーローテーション / パワープレイ

### テレビ
| 放送年      | 曲名             | ヘビーローテーション/パワープレイ   |
| ----------- | ---------------- | ----------------------------------- |
| CHEESE CAKE |                  |                                     |
| 2013年      | 哀しみのブランコ | 長崎国際テレビ『AIR』3月度Catch Up! |
| MOSHIMO     |                  |                                     |
| 2016年      | 猫かぶる         | MRT宮崎放送 POWER PLAY              |
| 2016年      | 命短し恋せよ乙女 | 長崎国際テレビ『AIR』9月度Catch Up! |

### ラジオ
| 放送年  | 曲名     | ヘビーローテーション/パワープレイ |
| ------- | -------- | --------------------------------- |
| MOSHIMO |          |                                   |
| 2016年  | 猫かぶる | cross fm POWER PLAY               |
| 2016年  | 猫かぶる | FM熊本 POWER PLAY                 |
| 2016年  | 猫かぶる | FM大分 POWER PLAY                 |

## ミュージックビデオ
| 監督               | 曲名 |
| ------------------ | --- |
| 不明               | 「ノンフィクション (CHEESE CAKEバージョン)」「音の無い世界のうさぎ」「夏のサイダー」「君とSOS」「オオカミ少年」「15分」                                                  |
| 一瀬貴之           | 「ヤダヤダ」「Yankee〜いいじゃん〜美女と野獣の逆はないよね〜浮気をするならバレずにやれよ」「誓いのキス、タバコの匂い」「シンクロ」「バンドマン」「Holy Night」「倦怠期」 |
| 邑瀬晃浩           | 「哀しみのブランコ」 |
| 福居英晃           | 「寝グセ」 |
| 石川夕紀           | 「猫かぶる」「命短し恋せよ乙女」「触らぬキミに祟りなし」 |
| 瀬川功仁           | 「支配するのは君と恋の味」「圧倒的少女漫画ストーリー」 |
| 瀬川功仁 + momo.   | 「吾輩は虎である」 |
| 加藤マニ           | 「電光石火ジェラシー」「釣った魚にエサやれ」「化かし愛のうた」「Jun Bride」「祭りだワッショイ」                                                                          |
| オカダトウイチロウ | 「もっと」 |
| 白重恥一郎         | 「心願成就」 |
| 鍋島雅郎           | 「諸行無常ディスティニー」 |
| 留置太輔           | 「恋のディスマッチン」「少年少女」「君に夢チュウ」「やなこった」 |
| エドソウタ         | 「パッパラパー」 |

## ライブ

### 単独ライブ
- ワンワンライブだワン（2013年10月6日 - 11日、東京・福岡）[45]
- CHEESE CAKE号 「X」kmの旅（2014年2月15日 - 3月2日、東京・福岡・大阪）[46]
- CHEESE CAKE 春休みスペシャル企画LIVE「新学期だ！1・2・3の～が～ハイっ!!」（2014年4月2日 - 4日、東京・大阪）[47]
- 「YEARS」リリース記念全国ワンマンライブツアー「イヤーズいぶん遠くに来たもんだ!!」（2014年7月31日 - 8月7日、名古屋・東京・大阪・福岡）[48]
- イヤーズいぶん遠くに来たもんだ!!スペシャル!!（2014年10月12日、Shibuya WWW）[49]
- CHEESE CAKE presents「おやつの時間」〜春のマーチ編〜（2015年3月26日 - 30日、福岡・東京）[9]
- MOSHIMO一周年記念ワンマンライブ「Royal milk Tea」（2016年3月26日、福岡）[50]
- 「猫かぶる」リリース記念ワンマンライブ「猫にもなれば虎にもなる」（2016年6月19日 - 7月10日、福岡・東京）[13]
- 命短し恋せよ乙女（2016年10月22日 - 11月6日、福岡・東京）[14]
- もしも僕らが学園祭をやったなら〜学生＆U-23限定ライブ〜（2017年4月2日、渋谷7th FLOOR）[51]
- MOSHIMOワンマンツアー2017夏「今宵もキミにこころあり」（2017年6月25日 - 7月30日、大阪・東京・福岡・名古屋）[15][52]
- MOSHIMOワンマンツアー2017冬「恋の怪物は君のすぐそばに」（2017年10月28日 - 12月9日、大阪・名古屋・福岡・東京）[53]
- もしも僕らが学園祭をやったなら〜学生＆U-23限定ライブ〜 vol.2（2018年3月26日 - 4月3日、福岡・大阪・愛知・東京）[54][55]
- MOSHIMOワンマンツアー2018春「圧倒的妄想ト現実ノ交差」（2018年4月21日 - 5月19日、愛知・北海道・福岡・大阪・宮城・東京）[16]
- CHEESE CAKE NIGHT 〜おやつの時間 復活編〜（2018年8月31日 - 9月27日、福岡・東京）[56]
- MOSHIMO「BARI BARI ROCK」〜大忘年会 嫌なこと全部ぶっ飛ばす!! 編〜（2018年12月26日、恵比寿LIQUIDROOM）[57]
- MOSHIMO 2019 初夏ワンマンツアー「猫かぶるのヤメマシタ」（2019年5月25日 - 7月19日、北海道・福岡・宮城・愛知・大阪・新潟・東京）[58][59]
- MOSHIMOワンマンツアー「BARI BARI ROCK 2019-2020」（2019年12月3日 - 2020年1月6日、福岡・愛知・大阪・東京）[60]

### 主な出演イベント
- TOKYO CALLING（2016年6月22日[61]・2017年9月17日[62]・2018年9月17日[63]・2019年9月14日[64]）
- DISK GARAGE MUSIC MONSTERS（2017年2月26日[65]）
- 見放題東京（2017年3月4日[66]）
- SAKAE SP-RING（2017年6月3日[67]・2018年6月2日[68]）
- YATSUI FESTIVAL!（2017年6月17日[69]）
- ツタロックDIG "LIVE!!"（2017年7月26日[30]）
- FM802 MINAMI WHEEL（2017年10月8日[70]）
- HOT STUFF presents Ruby Tuesday 26（2017年11月21日[71]）
- COUNTDOWN JAPAN（2017年12月29日[54]・2019年12月31日[72]）
- HIROSIMA MUSIC STADIUM -ハルバン-（2018年3月11日[73]・2019年3月24日[74]）
- SANUKI ROCK COLOSSEUM（2018年3月17日[75]・2019年3月23日[76]）
- HAPPY JACK（2018年3月18日[77]・2019年3月17日[78]）
- 百万石音楽祭〜ミリオンロックフェスティバル〜（2018年6月3日[79]）
- 日本工学院ミュージックカレッジ presents Summer Rise 2018（2018年6月20日[80]）
- NUMBER SHOT（2018年7月21日[81]・2019年7月20日[82]）
- ROCK IN JAPAN FESTIVAL（2018年8月11日[83]・2019年8月11日[84]）
- TREASURE05X（2018年8月12日[85]）
- 武蔵野美術大学芸術祭「オトトヒト2018」（2018年10月27日[86]）
- 大歌の改新 祭り編 ～盛岡事変～（2018年11月25日[87]）
- MOSHIFES.2019（2019年3月9日[88]） - 主催
- METROPOLITAN ROCK FESTIVAL（2019年5月19日[89]）
- WILD BUNCH FEST.（2019年8月24日[90]）
- RADIO BERRY ベリテンライブ（2019年8月27日[91]）
- MEGA★ROCKS2019（2019年10月5日[92]）
- MEGA★ROCKS2023（2023年10月1日）[93]）

## 受賞歴
| 年     | ノミネート対象  | 賞                                 | 結果 |
| ------ | --------------- | ---------------------------------- | ---- |
| 2009年 | CHEESE CAKE     | 閃光ライオット2009 準グランプリ    | 受賞 |
| 2010年 | 強がり虫/寝グセ | 第2回CDショップ大賞 九州ブロック賞 | 受賞 |
| 2014年 | C               | 第6回CDショップ大賞 九州ブロック賞 | 受賞 |